# Michael Clarke Duncan
Michael Clarke Duncan (født 10. december 1957 i Chicago, Illinois, USA, død 3. september 2012) var en amerikansk skuespiller bedst kendt for sin optræden i filmen Den Grønne Mil.

## Karriere
Duncan startede på Alcorn State University i Mississippi, men droppede ud for at støtte sin familie, da hans mor blev syg.
I starten var han bodyguard for Martin Lawrence, Will Smith, Jamie Foxx, LL Coll J og The Notorious B.I.G. Han sagde i et interview med Live with Regis and Kathie Lee i 1989, at han overvejede at blive politibetjent i LAPD.
Duncan spillede sammen med Bruce Willis i fire film: Armageddon (1998), Breakfast of Champions (1999), The Whole Nine Yards (2000) og Sin City (2005).
Duncan spillede sammen med Tom Hanks i filmen Den Grønne Mil.
I sin rolle som skurken The Kingpin i Daredevil tog Duncan 18 kg på, på sin i forvejen veltrænede krop.
Under optagelserne til filmen The Scorpion King blev han ved et uheld under en kampscene ramt af Dwayne Johnson.

## Privatliv
Duncan havde fire katte og en chinchilla ved navn Chucky.
Duncan prøvetrænede hos Chicago Bears i midten af 80'erne. Han ville godt prøve en linebacker position, men træneren ville hellere have, at han prøvede en tightend position.
Duncan havde desuden det blå bælte i brasiliansk Jiu-jitsu.

## Død
Duncan døde den 3. september 2012 efter at have været ramt af et hjerteanfald tidligere på året.

## Filmografi
| Film titler                                                   | År        | Rolle                            | Bemærkninger                                                                                              |
| ------------------------------------------------------------- | --------- | -------------------------------- | --- |
| Armageddon                                                    | 1998      | Bear                             | |
| Den Grønne Mil                                                | 1999      | John Coffey                      | Blev nomineret for en oscar for bedste mandlige birolle, vandt 3 andre priser for bedste mandlige birolle |
| The Whole Nine Yards                                          | 2000      | Franklin 'Frankie Figs' Figueroa | |
| See Spot Run                                                  | 2001      | Murdoch                          | |
| Abernes Planet (Planet of the Apes)                           | 2001      | Attar                            | |
| The Scorpion King                                             | 2002      | Balthazar                        | |
| Daredevil                                                     | 2003      | Wilson Fisk/The Kingpin          | |
| George den gæve liansvinger (George of the Jungle)            | 2003      | Ond løve (stemme)                | |
| Sin City                                                      | 2005      | Manute                           | |
| School for Scoundrels                                         | 2006      | Lescher                          | |
| Velkommen Hjem, Roscoe Jenkins (Welcome Home, Roscoe Jenkins) | 2008      | Otis                             | |
| Serie titler                                                  | År        | Rolle                            | Bemærkninger                                                                                              |
| Rap fyr i L.A. (The Fresh Prince of Bel-Air)                  | 1995      | Tiny                             | |
| Vores Værste År (Married With Children)                       | 1995      | Bouncer                          | |
| The Jamie Foxx Show                                           | 1997      | Inmate                           | |
| Zack og Codys Søde Hotelliv (The Suite Life of Zack & Cody)   | 2008      | Træner Lille (Coach Litlle)      | |
| Chuck                                                         | 2008      | Colt                             | |
| Two and a Half Men                                            | 2008-2009 | Jerome 'Mad Dog' Burnett         | |
| The Finder                                                    | 2012      | Leo Knox                         | |

## Priser
| Opnået status | Pris/nominering                                                            | År   | Film           | Rolle       |
| ------------- | -------------------------------------------------------------------------- | ---- | -------------- | ----------- |
| Nomineret     | Academy Awards for bedste mandlige birolle                                 | 1999 | Den Grønne Mil | John Coffey |
| Nomineret     | Oscar for bedste mandlige birolle                                          | 1999 | Den Grønne Mil | John Coffey |
| Vundet        | Saturn Awards for bedste mandlige birolle                                  | 2000 | Den Grønne Mil | John Coffey |
| Vundet        | Black Reel Awards for bedste mandlige birolle                              | 2000 | Den Grønne Mil | John Coffey |
| Nomineret     | Blockbuster Entertainment Awards for bedste mandlige birolle               | 2000 | Den Grønne Mil | John Coffey |
| Vundet        | Broadcast Film Critics Association Awards for bedste mandlige birolle      | 2000 | Den Grønne Mil | John Coffey |
| Nomineret     | Chicago Film Critics Association Awards for bedste mandlige birole         | 2000 | Den Grønne Mil | John Coffey |
| Nomineret     | Image Awards for fremragende birolle-præstation                            | 2000 | Den Grønne Mil | John Coffey |
| Nomineret     | MTV Movie Awards for bedste mandlige gennembrud                            | 2000 | Den Grønne Mil | John Coffey |
| Nomineret     | Screen Actors Guild Awards for fremragende præsentaion for mandlig birolle | 2000 | Den Grønne Mil | John Coffey |